# Friderich Christian Benjamin Meier
Friderich Christian Benjamin Meier (1830 – 1889) var en dansk fotograf, der bl.a. har dokumenteret København i sin produktion.
Meier blev uddannet som boghandler og arbejdede i dette fag i seks år indtil 1862. Fire år senere blev han optaget i Den photographiske Forening og åbnede et fotografisk atelier på Sankt Annæ Plads 18.
Meier var særligt kendt for stereoskopbilleder. Hans billeder fra København præges af mennesketomme gader. Om han har samarbejdet med en anden stereoskopfotograf, Harald Cohen, vides ikke, men Cohens navn optræder i litograferet form på flere af Meiers stereoskopbilleder. 